# Нейпир, Грант
Грант Нейпир  (англ. Grant Napear) —  американский спортивный комментатор, многолетний (c 1988 года) штатный комментатор клуба НБА «Сакраменто Кингз» и радиостанции Sports 1140 KHTK. На протяжении нескольких лет был также приглашённым ведущим «Шоу Джима Роума» на CBS Sports Radio. Частью радиошоу Нейпира был т.н. «Рёв Гранта», в котором он яростно восклицает в микрофон о повседневных вещах, которые его раздражают».

## Биография
Родился в 1961 году в пригороде Нью-Йорка Сайоссете. В 1977 году окончил местную среднюю школу. Имеет учёную степень в области телевизионной журналистики Государственного университета Боулинг Грин в Огайо. Во время учёбы в университете был членом команды по лакроссу и пробовал свои силы в комментировании спортивных мероприятий.
С 1987 по 1995 годы занимал пост директора спортивного вещания канала KMAX-TV.

## Личная жизнь
Нейпир в настоящее время живёт в Эльдорадо-Хиллз, Калифорния, со своей женой Старр  и двумя сыновьями Трентом и Чейзом. У пары также есть  дети от предыдущих браков. Он входит в совет директоров «Фонда будущего для Сакраменто», организации, предоставляющей стипендии для  малообеспеченной молодёжи. С 1995 года он организовал благотворительный турнир по гольфу для этого фонда. Во время своего радиошоу в феврале 2012 года Грант сказал своему коллеге   Уолту Грею, что никогда в жизни не пил кофе.

## Скандал
Дополнительную известность он приобрёл в июне 2020 года,  когда был обвинён в расизме бывшими игроками «Сакраменто Кингз» и подвергся критике за защиту Дональда Стерлинга, бывшего владельца «Лос-Анджелес Клипперс», которому  запретили  посещение матчей НБА после ряда расистских замечаний.  Отвечая на вопрос экс-игрока «Сакраменто» Демаркуса Казинса по поводу лозунга «Жизнь чернокожего имеет значение», Нейпир заявил, что «жизнь каждого человека имеет значение». Бывший баскетболист Мэтт Барнс назвал Нейпира «скрытым расистом». После этого Нейпир ушёл в административный отпуск, а затем и вовсе уволен.